# کراسنو ناد کیسوتسو
کراسنو ناد کیسوتسو (به لاتین: Krásno nad Kysucou) یک شهرک با جمعیت ۶٬۹۲۰ نفر که در Čadca District، اسلواکی واقع شده‌است.